# Dipa Nusantara Aidit
Dipa Nusantara Aidit, plus connu sous le nom de D. N. Aidit (30 juillet 1923- 22 novembre 1965), est un homme politique indonésien. Il fut l'un des principaux dirigeants du Parti communiste indonésien (PKI). Né sous le nom d'Ahmad Aidit dans l'île de Bangka, il était surnommé "Amat" par ses proches.

## Biographie
Aidit reçoit une éducation hollandaise. Il rejoint l'Indische Sociaal-Democratische Vereeniging ou ISDV ("union social-démocrate des Indes"), qui deviendra plus tard le Parti communiste indonésien.
Durant la période de confrontation (1945-48) entre l'Indonésie indépendante et les Pays-Bas, ancienne puissance coloniale, une insurrection éclate en 1948 à Madiun, dans l'est de Java. Bien que le PKI ait dénoncé le soulèvement et appelle au calme, l'armée soutient qu'il a proclamé une "république soviétique d'Indonésie". L'armée indonésienne entre dans Madiun. Des milliers de cadres sont exécutés, y compris Muso, et 36 000 jetés en prison. Aidit s'exile en Chine.

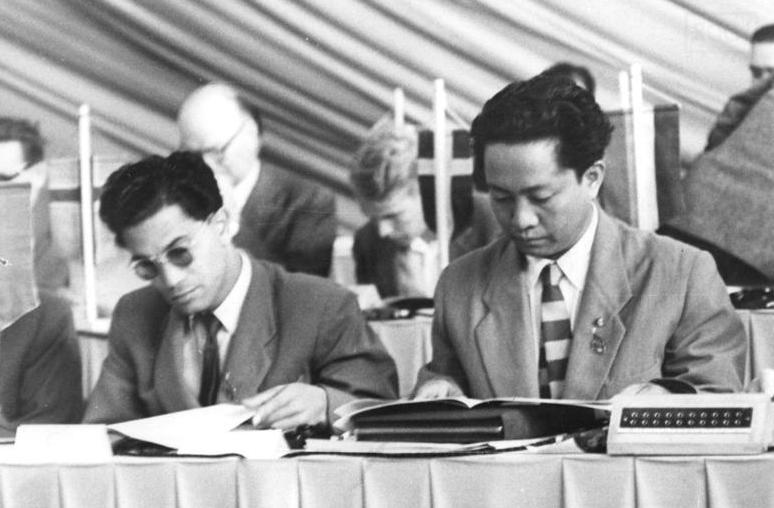
À droite, Aidit à la conférence du SED, le parti communiste est-allemand, le 11 juillet 1958.

Revenu en Indonésie, Aidit accepte l'idéologie de Soekarno. Il devient secrétaire général du PKI, qui sous sa direction, devient le 3e parti communiste du monde en nombre de membres, derrière ceux de la Chine et de l'Union soviétique. Aux élections de 1955, les premières de l'histoire de l'Indonésie, le PKI s'affirme comme l'un des quatre grands partis indonésiens avec plus de 16 % des voix, presque autant que chacun des trois autres grands partis, le PNI et les partis musulmans Masjumi et Nahdatul Ulama. Le PKI devient un contrepoids de gauche aux factions musulmanes conservatrices et à l'armée.
En 1965, le PKI est devenu le plus grand parti politique d'Indonésie avec 3 millions de membres. Le 1er octobre au matin, un officier de la garde présidentielle annonce à la radio être à la tête d'un "conseil révolutionnaire" qui a déjoué un complot contre le président Soekarno et arrêté six généraux. Un autre général, Soeharto, prend la tête de la répression. En quarante-huit heures, les rebelles sont arrêtés. Soeharto décrète la dissolution du PKI, que l'armée de terre indonésienne accuse d'avoir fomenté le coup, qu'elle baptise "Mouvement du 30 septembre 1965" (en indonésien, "Gerakan September Tigapuluh" ou "Gestapu" selon l'acronyme officiel du régime Soeharto). S’ensuit une chasse aux communistes qui durera des mois et fera entre 500 000 et un million de morts selon les estimations. Aidit se réfugie à Yogyakarta, où il est finalement capturé et exécuté par l'armée de terre.
Un certain nombre de ses écrits ont été publiés sous le titre de The Selected Works of D. N. Aidit (2 volumes, US Joint Publications Research Service, Washington, 1961).